# Ultramagnetic MCs
Gli Ultramagnetic MCs sono stati un gruppo musicale hip hop formato da: 
- Kool Keith,
- Ced Gee,
- TR Love,
- Moe Love,

e successivamente Tim Dog.
Il loro lavoro è stato associato a campionamenti insoliti, e rime polisillabiche per liriche pregne di bizzarra immaginazione. Gli Ultramagnetic sono stati tra i primi a considerare il campionatore come uno strumento musicale a tutti gli effetti.

## Storia del gruppo del gruppo
Gli Ultramagnetic MCs sono originari del Boogie Down Bronx e si sono formati a metà degli anni 1980.  I loro primi brani di successo sono Something Else e Space Groove che permettono al gruppo di avere una prima fama a livello locale. L'etichetta Next Plateau gli permette di realizzare il loro disco di debutto, Critical Beatdown, che però ha un successo inferiore alle aspettative.
Gli anni successivi, per la band, si snodano tra diverse produzioni con altrettante diverse label musicali, che non accumulano grandi risposte del pubblico ma fanno maturare il gruppo e lo fanno comunque conoscere: Funk Your Head Up, The Four Horsemen, Mo Love's Basement Tapes: 1984-1990, New York What Is Funky e Brooklyn To Brixton".
La Next Plateau, rispettivamente nel 1997 e nel 2004, pubblica B-Side Companion ed una riedizione del primo album Critical Beatdown addizionato di tracce bonus. Nel 2001 il gruppo si è sciolto, ed i suoi componenti hanno intrapreso carriere soliste.

## Discografia
Album in studio
- 1988 – Critical Beatdown
- 1992 – Funk Your Head Up
- 1993 – The Four Horsemen
- 2007 – The Best Kept Secret

Raccolta
- 1994 – The Basement Tapes 1984-1990
- 1996 – New York What Is Funky
- 1996 – Big Time (Ultra)
- 1996 – Mo Love's Basement Tapes
- 1997 – The B-Sides Companion
- 1998 – Smack My Bitch Up

### Singoli
- 1985 - "To Give You Love"/"Make You Shake"
- 1986 - "Ego Trippin'"/"Ego Bits"/"Funky Potion"
- 1987 - "Traveling At The Speed of Thought (Original)"/"M.C.'s Ultra (Part Two)"
- 1987 - "Mentally Mad"/"Funky"
- 1988 - "Watch Me Now"/"Feelin' It"
- 1988 - "Ease Back"/"Kool Keith Housing Things"
- 1989 - "Give The Drummer Some"/"Moe Luv Theme"
- 1989 - "Traveling At The Speed Of Thought (Remixes/LP Version)"/"A Chorus Line" (featuring Tim Dog)
- 1991 - "Make It Happen"/"A Chorus Line (Pt. II)"
- 1992 - "Poppa Large (East Coast Remix)/(West Coast Remix)"
- 1993 - "Two Brothers With Checks (San Francisco Harvey)"/"One Two,One Two"
- 1993 - "Raise It Up (featuring Godfather Don)"/"The Saga Of Dandy,The Devil And Day (Black Baseball)"
- 1994 - "I'm F**kin' Flippin"
- 1997 - "Watch Your Back"
- 2001 - "Make It Rain"/"Mix It Down"

## Apparizioni
- 1987 - "Red Alert Goes Berzerk"
- 1994 - "Wild Pitch Classics"